# 센타우루스자리 에타
센타우루스자리 에타는 센타우루스자리에 있는 별이다. 에타는 빠르게 자전하는 별로 한 바퀴 도는 데에 약 1일이 채 걸리지 않는다. 또한 에타는 수소 분광선 영역에서 변덕스러운 방출 양상을 보여주는 비이형 별이기도 하다. 약간씩 밝기가 변하기 때문에 카시오페이아자리 감마형 변광성으로 분류할 수 있으며, 여러 개의 변광 주기를 갖고 있다. 지구로부터의 거리는 약 309 광년이다. 센타우르스자리 에타 별의 질량은 항성 진화에 있어 백색 왜성과 초신성 폭발의 중간 영역에 있다.

## 참고 문헌
- Janot-Pacheco, E. et al, (1999). “Multi-periodicity of the Be star η Centauri from spectroscopic and photometric observations”. 《A&AS》 137: 407. doi:10.1051/aas:1999256.